# Alginato de propilenglicol
El alginato de propilenoglicol o alginato de propilenglicol (en la literatura aparece abreviado como PGA) es un compuesto químico derivado del alginato. Se sintetiza artificialmente por esterificación del óxido de propileno con ácido algínico (E-400) parcialmente neutralizado. En la industria alimentaria se suele emplear como estabilizante de espuma de cervezas. Se suele emplear como emulsionante y estabilizante cocificar con: E 405. Se suele emplear además en helados, productos de confitería, aderezos.

## Propiedades
Es una substancia inodora e insípida. Se presenta como un polvo fibroso o bien granulado, de color blanco a marrón amarillento. Es soluble en agua, incluso a pH ácidos (en torno a 2). Es estable en medios ácidos. Suele formar geles de textura blanda en presencia de iones calcio. No obstante posee una capacidad menor que otros alginatos de formar geles, siendo empleado más como agente suspensor y estabilizante de espumas (como en el caso de la cerveza).Su función diferencial respecto a otros  estabilizantes de su género es la capacidad de disolución y trabajo en temperaturas medias sin necesidad de aplicar posterior tratamiento térmico (mermeladas). 

## Salud
No se han encontrado efectos secundarios en su ingesta, no obstante se indica que la ingesta máxima diaria sea de 70 mg/kg de peso corporal. Su ingesta en grandes cantidades (generalmente el 5 % del peso del alimento) ha mostrado una reducción en la biodisponibilidad de ciertos minerales de hierro. No obstante esta situación es muy rara ya que esta concentración hace poco agradable al consumidor la presencia de un alimento con tales concentraciones de propilenglicol.